# Liste der Monuments historiques in Courcelles-lès-Semur
Die Liste der Monuments historiques in Courcelles-lès-Semur führt die Monuments historiques in der französischen Gemeinde Courcelles-lès-Semur auf.

## Liste der Immobilien
| Bezeichnung                     | Beschreibung                 | Standort                | Kennzeichnung | Schutzstatus | Datum | Bild           |
| ------------------------------- | ---------------------------- | ----------------------- | ------------- | ------------ | ----- | -------------- |
| Friedhofskreuz                  | Stein, 15. Jahrhundert       | auf dem Friedhof (Lage) | PA00112240    | Inscrit      | 1925  | weitere Bilder |
| Château de Courcelles-lès-Semur | Burg, ab dem 13. Jahrhundert | Rue des Tilleuls (Lage) | PA21000019    | Inscrit      | 1999  | weitere Bilder |

## Liste der Objekte
| Bezeichnung                                | Beschreibung                          | Standort                       | Kennzeichnung | Schutzstatus | Datum | Bild |
| ------------------------------------------ | ------------------------------------- | ------------------------------ | ------------- | ------------ | ----- | ---- |
| Skulptur Mantelteilung des heiligen Martin | Holz, farbig gefasst, 17. Jahrhundert | in der Kirche St-Martin (Lage) | PM21000687    | Classé       | 1967  |      |